# Cappella del Bambino Gesù di Praga
La cappella del Bambino Gesù di Praga è un luogo di culto cattolico situato lungo la strada statale 334 del Sassello nel comune di Sassello, in provincia di Savona.

## Caratteristiche
A navata unica, di circa 7 metri di lunghezza con due piccoli campanili ai lati del tetto, la cappella fu edificata nel 1953. In facciata presenta un pronao sorretto da 4 colonne e tre finestre a sesto acuto con vetrate policrome. Vi si accede direttamente dalla strada attraverso una scalinata.

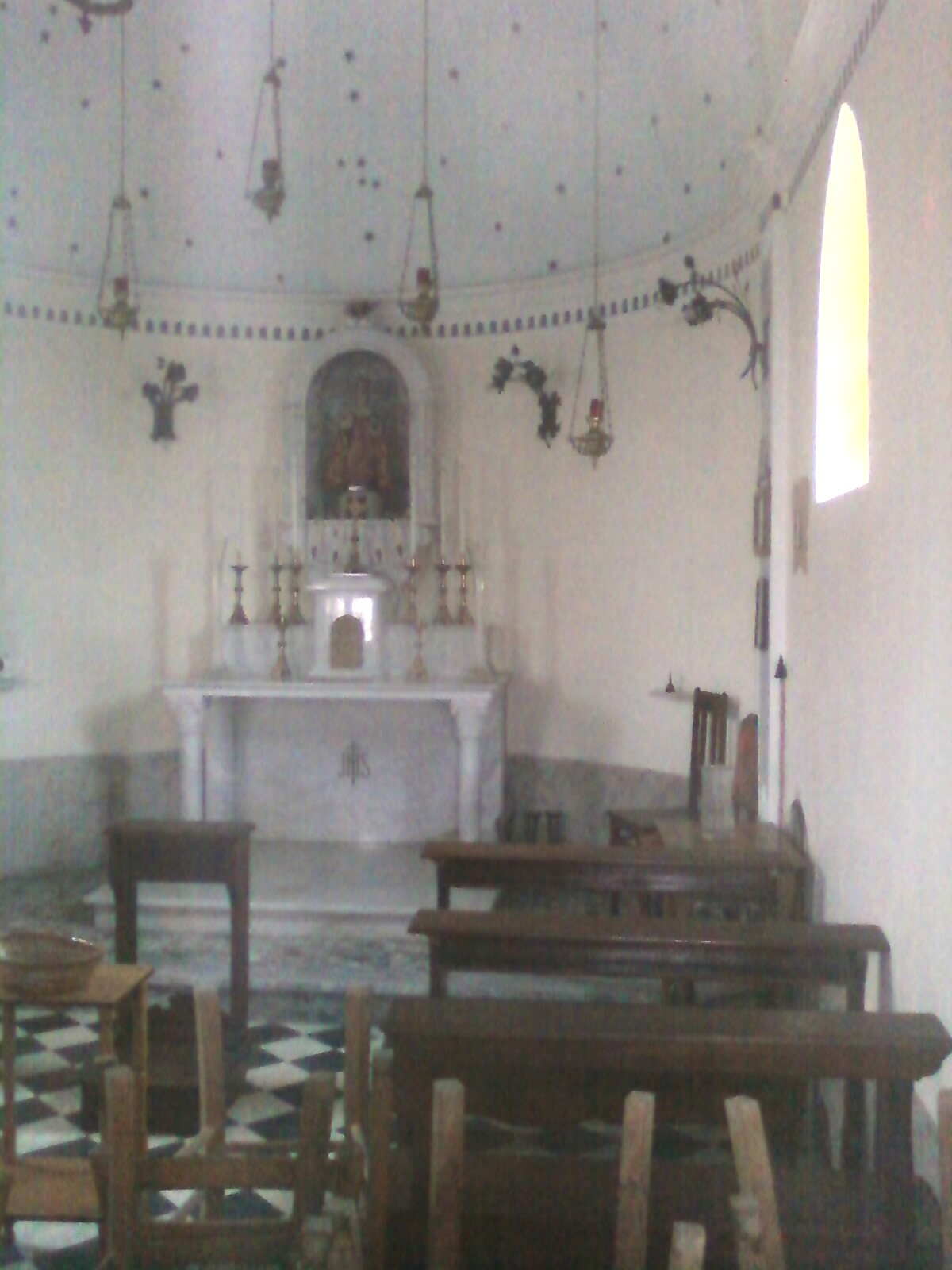
L'interno